# 月のしっぽ
『月のしっぽ』（つきのしっぽ）は、上田倫子による日本の少女漫画作品。
『マーガレット』（集英社）にて連載された。コミックスは全16巻（番外編を含む）が刊行されている。
半人前の少女忍者（くノ一）、うさぎを主人公に歴史上の人物が多数登場する時代劇漫画。舞台は戦国時代であり、天正8年（1580年）から物語は開始する。

## 主な登場人物
うさぎ
服部半蔵
石川五右衛門
百地丹波
徳川家康
織田信長
森蘭丸
明智光秀
千利休

## 単行本
- 第1巻 ISBN 4088476115 - 2003/3/25
- 第2巻 ISBN 4088476476 - 2003/7/25
- 第3巻 ISBN 4088476832 - 2003/11/25
- 第4巻 ISBN 4088477235 - 2004/3/25
- 第5巻 ISBN 4088477529 - 2004/6/30
- 第6巻 ISBN 4088477898 - 2004/10/25
- 第7巻 ISBN 408847824X - 2005/2/28
- 第8巻 ISBN 4088478614 - 2005/6/29
- 第9巻 ISBN 4088478959 - 2005/10/30
- 第10巻 ISBN 4088460308 - 2006/2/28
- 第11巻 ISBN 4088460650 - 2006/6/23
- 第12巻 ISBN 4088461010 - 2006/10/25
- 第13巻 ISBN 9784088461397 - 2007/2/23
- 第14巻 ISBN 9784088461700 - 2007/5/25
- 第15巻 ISBN 9784088462028 - 「月のやくそく」同時収録　2007/8/24
- 番外編 月の吐息・愛の傷 ISBN 408847550X - 「月の吐息 夏の夢」同時収録